# Tamás Roska

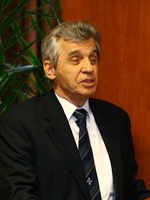
Tamás Roska

Tamás Roska (Boedapest, 24 september 1940) is een Hongaars elektrotechnisch ingenieur en informaticus. Hij is sinds 1999 lid van de Hongaarse Academie van Wetenschappen en heeft een aanstelling aan de Pázmány Péter katholieke universiteit. Roska is een IEEE Fellow.
Hij heeft een intense samenwerking met Leon Chua, met wie hij samen een Cellular Neural Network computer ontwikkelde. Op zijn naam staan een aantal baanbrekende algoritmen die real-time beeldverwerking mogelijk maakten. 
In zijn universiteit was hij na de Koude Oorlog een van de drijvende krachten achter de wederopstanding van de instelling in de nieuwe politieke context.

## Onderscheidingen
Op 4 februari 2013 kreeg hij samen met Leon Chua een eredoctoraat aan de KU Leuven.

## Selecte bibliografie
- T. Roska, L. Chua, "Cellular Neural Networks with Non-Linear and Delay-Type Template Elements and Non-Uniform Grids", Int’l Journal of Circuit Theory and Applications, 20:469-481, 1992.
- T. Roska, L. Chua, "The CNN Universal Machine: An Analogic Array Computer", IEEE Trans. on Circuits and Systems-II, 40(3): 163-172, 1993.
- T. Kozek, T. Roska, L. Chua, "Genetic Algorithms for CNN Template Learning," IEEE Trans. on Circuits and Systems I, 40(6):392-402, 1993.
- J. Nossek, G. Seiler, T. Roska, L. Chua, "Cellular Neural Networks: Theory and Circuit Design," Int’l Journal of Circuit Theory and Applications, 20: 533-553, 1998.
- P. Venetianer, T. Roska, "Image Compression by Cellular Neural Networks," IEEE Trans. Circuits Syst., 45(3): 205-215, 1998.
- B. Shi, T. Roska, L. Chua, "Estimating Optical Flow with Cellular Neural Networks," Int’l Journal of Circuit Theory and Applications, 26: 344-364, 1998.
- T. Roska, A. Rodriguez-Vazquez, "Review of CMOS Implementations of the CNN Universal Machine-Type Visual Microprocessors", International Symposium on Circuits and Systems, 2000
- M. Gilli, T. Roska, L. Chua, P. Civalleri, "CNN Dynamics Represents a Broader Range Class than PDEs", Int’l Journal of Bifurcations and Chaos, 12(10):2051-2068, 2002.
- T. Roska, L. O. Chua, "The CNN Universal Machine: 10 Years Later, Journal of Circuits, Systems, and Computers", Int’l Journal of Bifurcation and Chaos, 12(4):377-388, 2003.
- D. Balya, G, Tímar, G. Cserey, T. Roska, "A New Computational Model for CNN-UMs and its Computational Complexity", Int’l Workshop on Cellular Neural Networks and Their Applications, 2004.
- W. Porod, F. Werblin, L. Chua, T. Roska, A. Rodriguez-Vázquez, B. Roska, R. Faya, G. Bernstein, Y. Huang, A. Csurgay, "Bio-Inspired Nano-Sensor-Enhanced CNN Visual Computer", Annals of the New York Academy of Sciences, 1013: 92–109, 2004.
- L. Chua, T. Roska, Cellular Neural Networks and Visual Computing: Foundations and Applications, 2005.
- T. Roska, "Cellular Wave Computers and CNN Technology – a SoC architecture with xK Processors and Sensor Arrays", Int’l Conference on Computer Aided Design Accepted Paper, 2005.
- J. Flak, M. Laiho, K. Halonen, "Programmable CNN Cell Based on SET Transistors", Int’l Workshop on Cellular Neural Networks and Their Applications, 2006.